# 金桂站
金桂站位于中华人民共和国安徽省合肥市肥西县习友路与金桂路交叉口地下，是合肥轨道交通4号线的地铁车站，工程站名金桂路站。

## 车站结构
金桂站位于习友路与金桂路交叉口东侧，沿习友路东西向布置，车站为地下两层单柱双跨岛式站台，站台宽度11m，设4个出入口（其中东南侧B出入口预留），2组风亭，1座冷却塔。